# Velika
Velika je općina u Hrvatskoj, u Požeško-slavonskoj županiji.
Nalazi se na južnim obroncima Papuka, nasuprot Požegi, između dvije planinske kose.
Jedinica lokalne samouprave u Republici Hrvatskoj, Požeško-slavonska županija. Velika je smještena na južnim obroncima Papuka u Požeškoj kotlini, 12 km sjeverno od Požege. Nalazi se na nadmorskoj visini od oko 270 m. Općina Velika formirana je nakon provedenih višestranačkih izbora za predstavnička tijela jedinica lokalne samouprave i uprave, 16. travnja 1993. godine.

## Općinska naselja
- Antunovac,
- Biškupci,
- Bratuljevci,
- Doljanci,
- Draga,
- Gornji Vrhovci,
- Kantrovci,
- Klisa,
- Lučinci,
- Markovac,
- Milanovac,
- Milivojevci,
- Nježić,
- Oljasi,
- Ozdakovci,
- Poljanska,
- Potočani,
- Radovanci,
- Smoljanovci,
- Stražeman,
- Toranj,
- Trenkovo,
- Trnovac i
- Velika

## Zemljopis
Velika je smještena na južnim obroncima Papuka u Požeškoj kotlini, 12 km sjeverno od Požege. Nalazi se na nadmorskoj visini od oko 270 m.
Današnje veličko naselje proteže se dolinom rječice Veličanke, od juga prema sjeveru dužinom od preko 4 kilometra uz vijugavu cestu koja se lagano diže. S istočne i zapadne strane dolinu zatvaraju pitomi obronci Papuka koji se prema sjeveru sve više dižu.
Na gornjoj strani naselja iza župne crkve svetog Augustina, Veličanka se razdvaja na istočnu rječicu Duboku i na zapadnu Božji zdenac, jer se tu i dolina veličkog naselja razdvaja na istočnu i zapadnu uvalu, a razlog je brdo Lapjak što se kao tupi klin zabio prema Velikoj pa se tu naglo spušta s visine od 447 metara ostavljajući na svome vrhu snažnog svjedoka prošlosti – ruševne zidine stare veličke tvrđave.
Između Lapjaka i brda Pliša sa zapadne strane dolinom protječe potok, koji se danas na zemljopisnim kartama obilježava kao Veličanka, a u Velikoj ga zovu Božji zdenac, dok se u opisu Velike iz 18. stoljeća navodi, da Božji zdenac sačinjavaju zapravo dva potoka: Oraovac i Kapavac, a izviru iz brda Pliš.
Istočnom pak dolinom između Lapjaka i Kamenjaka protječe potok Duboka, koji neposredno prije izlaska iz te doline prima vodu iz toplih izvora Kamenjaka. Radi te tople vode, od 25,5 °C rječicu Duboka zovu i Toplica. Božji zdenac i Duboka spajaju se ispred župnikova vrta i postaju Veličanka koja kod Požege utječe u Orljavu.
Obiluje voćnjacima, vrtovima, šumarcima i zelenim površinama. Po arheološkim nalazima je vrlo staro mjesto. Izredale su se tu mnoge stare civilizacije i ostavile svoje tragove i svjedočanstva. Napose je prisutna tu rimska civilizacija koja se općenito u Požeštini bogato potvrđuje. Arheološki predmeti župnog muzeja u Velikoj svjedoče za prisutnost rimske civilizacije i na području Velike.
Velika je danas cestom povezana s Jankovcem i dalje preko Drenovca sa Slatinom, a prema jugu s Požegom i ostalim mjestima Požeštine.

## Uprava
Općinski načelnik: Robert Hofman
Općinsko vijeće:
1. Anamarija Sikirić (HDZ), predsjednica vijeća
2. Alen Solić (Kandidacijska lista grupe birača), potpredsjednik vijeća
3. Marina Lukić (Kandidacijska lista grupe birača)
4. Nikola Lukić (Kandidacijska lista grupe birača)
5. Marijana Bulat (Kandidacijska lista grupe birača)
6. Gabrijel Ivanešić (Kandidacijska lista grupe birača)
7. Antonija Pavlović (HDZ)
8. Tomislav Došen (HDZ)
9. Martina Maruna (HDZ)
10. Matej Bošnjaković (HDZ)
11. Draženko Kljajić (Domovinski pokret)
12. Konrad Katić (Domovinski pokret)
13. Danijel Adžaga (SDP)

## Stanovništvo
Prema popisu iz 2021., općina Velika imala je 4502 stanovnika, dok je u 2011. imala 5607 stanovnika. Pad od 1090 stanovnika u razmaku od 10 godina.  
Prema popisu iz 2001., općina Velika imala je 5888 stanovnika.  
| broj stanovnika | 4377  | 4297  | 4046  | 4348  | 5011  | 5547  | 5756  | 6507  | 6004  | 6343  | 6403  | 5730  | 5937  | 6101  | 5888  | 5607  | 4502  |
|                 | 1857. | 1869. | 1880. | 1890. | 1900. | 1910. | 1921. | 1931. | 1948. | 1953. | 1961. | 1971. | 1981. | 1991. | 2001. | 2011. | 2021. |

| broj stanovnika | 874   | 908   | 864   | 821   | 893   | 890   | 1024  | 1084  | 1073  | 1182  | 1371  | 1524  | 1889  | 2084  | 2249  | 2117  | 1650  |
|                 | 1857. | 1869. | 1880. | 1890. | 1900. | 1910. | 1921. | 1931. | 1948. | 1953. | 1961. | 1971. | 1981. | 1991. | 2001. | 2011. | 2021. |

## Povijest
Velika se u sačuvanim dokumentima prvi put spominje 1266., zatim 1332., u popisu Papine desetine. Tada se u podgrađu ili varošu nalazila katolička župa i župska crkva (subcastrum Velika), a sjeverno na brijegu tvrđa ili "grad" (castrum), sjedište većega vlastelinstva. Tvrđa se spominje i 1435. prigodom dijeljenja zemlje između plemića Veličkih i njihovih rođaka Bekefija. Varoš Velika, kao i selo Hrvati u okolici, opisana je u najstarijem turskom popisu poreza 1545. Za turskoga vladanja nalazio se ovdje franjevački samostan sa školom kao kršćanski, crkveni, prosvjetni i kulturni centar za veći dio Slavonije. Stanovnici su bili samo Hrvati katolici.
Za svako ljudsko naselje pitanje naziva je svakako zanimljivo, jer je u čovjekovoj naravi da se znatiželjno zanima i ispituje: zašto se neko naselje naziva određenim imenom i kako je do takva naziva ili imena zapravo došlo.
I Velika kao naziv traži obrazloženje. Općenito se smatra da se selo Velika naziva tako po rječici Velikoj ili Veličanki. Opravdanje za to želi se naći u činjenici da se stvarno mnoga naselja nazivaju po rijekama koje kroz njih protječu ili po šumama ili poljima gdje su nastala. No, u pitanju Velike, mjesto se nije prozvalo Velika po rječici Velikoj nego se rječica prozvala Veličanka po naselju Velikoj. Razlog je u tome što Veličanka nije svojom veličinom a ni obiljem vode takva da bi je nazvali velikom. Opravdanje naziva za selo Velika treba tražiti u nečemu drugome.
U starim listinama 14. i 15. stoljeća, Velika se uvijek piše: Velyke a ne Velica, kako se inače piše Kraljeva Velika – Velica regalis. Razlog takva pisanja bit će vjerojatno u tome što su kaštel Velika, grad Velika i posjed Velika, pripadali plemićima Velyke – Veličkima, pa su se onda i naselja i kaštel i rječica po njima prozvali: Velyke, Velika, Veličanka.
Na zemljopisnoj karti 1501. povjesničar Ferdo Šišić bilježi mjesto Velika u Požeštini Velyke, a ne Velika, što svoje opravdanje posve sigurno ima u posjedovnoj pripadnosti plemićima Velyke – Velički. Potvrđuje to i tradicija, koju su zapisali popisivači Komore, kad navode da je Velika pripadala nekom Stjepanu Velikay (a senioribus suis se audivisse per traditionem ad quendam Stephanum Velikay pertinuisse).

## Gospodarstvo
Velika je rekreacijsko i turističko središte na južnim obroncima Papuka u Požeškoj kotlini u Slavoniji, 12 km sjeverno od Požege, nalazi se na nadmorskoj visini od 273 m Velika je također poznata po njegovanju i čuvanju starih folklornih tradicija, te se svake godine u Velikoj u siječnju održava manifestacija „Vinkovo“ te u svibnju održava Smotra folklora „Čuvajmo običaje zavičaja“ koja ima međunarodni karakter, a u sklopu smotre folklora već četiri godine se održava i Najduži stol u Hrvata, vodeća etno-gastro manifestacija ovoga kraja.
Velika je i glavna planinarska polazišna točka za goru Papuk (954 m). Šetnje, planinarenja, kupanje ljeti, skijanje i sanjkanje zimi, sportsko penjanje, jahanje, brdski biciklizam, kampiranje te paragliding osnova su sportsko-rekreacijske ponude Velike, ali treba naglasiti i mogućnost lova i ribolova u okolici.
Općina Velika ima i dobro razvijeno industrijsko gospodarstvo. Svake godine Općina Velika objavljuje Program razvoja gospodarstva. Svrha programa je stvaranje uvjeta za poduzetničku klimu koja je poticajna za ukupni gospodarski i društveni razvoj na području Općine Velika. 

## Poznate osobe
- fra Luka Ibrišimović
- barun Franjo Trenk

## Spomenici i znamenitosti
- Velički grad, Velika
- Dvorac Barun Trenk, Trenkovo
- Crkva Sv. Augustina, Velika

## Obrazovanje
- OŠ Ivana Gorana Kovačića (koju pohađa oko 400 učenika)

## Kultura
- KUD „Ivan Goran Kovačić“
- Planinarsko društvo “Mališćak“
- Udruga Veličanka

## Šport
- NK Papuk Velika (prije NK Kamen-Ingrad Velika, koji je igrao u prvoj ligi HNL-a)
- NK Sloga Trenkovo
- ŽOK Papuk Velika
- Boćarski klub Mala Velika
- Veličke Mažoretkinje
- TK Nevoljaš
- KK Papuk
- Taekwon-do klub
- AMK Velika

Cestovna utrka Memorijal Zvonka Panežića  koja se trči na ruti Velika – Požega odnosno Požega – Velika održava se od 1974.

## Vanjske poveznice
- Službene stranice Općine Velika
- Velika na stranicama Turističke zajednice županije  Arhivirana inačica izvorne stranice od 20. lipnja 2006. (Wayback Machine)
- Stranice udruge Veličanka
- Stranice Udruge Centar za bežično umrežavanje "Vallis aurea"  Arhivirana inačica izvorne stranice od 17. svibnja 2009. (Wayback Machine)
- Državni zavod za statistiku  Arhivirana inačica izvorne stranice od 24. svibnja 2016. (Wayback Machine)